# Сифака на Кокрел
Сифаката на Кокрел (Propithecus coquereli) е вид бозайник от семейство Индриеви (Indriidae). Видът е застрашен от изчезване.

## Разпространение
Разпространен е в Мадагаскар.